# Bilabiální souhláska

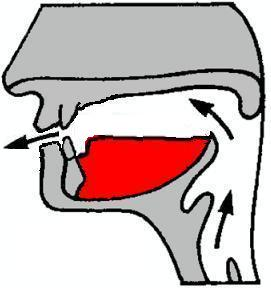
Poloha mluvidel při výslovnosti bilabiální souhlásky

Bilabiální souhláska (lat. labium je ret), též obouretná souhláska, retoretná souhláska, bilabiála či retnice je v lingvistice souhláska charakterizovaná překážkou vytvářenou rty.
Bilabiální souhlásky v češtině jsou b, m, p.